# 273
273（二百七十三、にひゃくななじゅうさん）は自然数、また整数において、272の次で274の前の数である。

## 性質
- 273 は合成数であり、約数は 1, 3, 7, 13, 21, 39, 91 と 273 である。
  - 約数の和は448。
  - 約数を8個もつ43番目の数である。1つ前は266、次は282。
- 28番目の楔数である。1つ前は266、次は282。
- 273 = 160 + 161 + 162 = 170 − 171 + 172
  - a = 16 のときの a0 + a1 + a2 の値とみたとき1つ前は241、次は307。
    - a0 + a1 + a2 で表せる最小の楔数である。次は651。

  - 273 = 172 − 16
    - n = 17 のときの n2 − 16 の値とみたとき1つ前は240、次は308。(オンライン整数列大辞典の数列 A028566)

  - 16の累乗和とみたとき1つ前は17、次は4369。(オンライン整数列大辞典の数列 A131865)
    - 273 = 163 − 1/16 − 1 = 173 + 1/17 + 1

  - 273 = 40 + 42 + 44
    - a = 4 のときの a0 + a2 + a4 の値とみたとき1つ前は91、次は651。(オンライン整数列大辞典の数列 A059826)
    - 273 = (42 + 4 + 1) × (42 − 4 + 1)
- 各位の和が12になる22番目の数である。1つ前は264、次は282。
- 273 = 12 + 42 + 162 = 22 + 102 + 132
  - 3つの平方数の和2通りで表せる65番目の数である。1つ前は267、次は276。(オンライン整数列大辞典の数列 A025322)
  - 異なる3つの平方数の和2通りで表せる47番目の数である。1つ前は259、次は274。(オンライン整数列大辞典の数列 A025340)
  - 273 = 14 + 24 + 44
    - n = 4 のときの 1n + 2n + 4n の値とみたとき1つ前は73、次は1057。(オンライン整数列大辞典の数列 A001576)
- 273 = 31 + 33 + 35
  - a = 3 のときの a1 + a3 + a5 の値とみたとき1つ前は42、次は1092。
  - 273 = 3 × (92 + 9 + 1) = 3 × (102 − 10 + 1)
    - n = 9 のときの 3(n2 + n + 1) の値とみたとき1つ前は219、次は333。(オンライン整数列大辞典の数列 A259711)
- すべての桁が素数である34番目の数である。1つ前は272、次は275。(オンライン整数列大辞典の数列 A046034)
  - すべての桁が異なる素数である21番目の数である。1つ前は257、次は275。(オンライン整数列大辞典の数列 A124673)
- n = 3 のときの n3 と n を並べてできる数である。1つ前は82、次は644。(オンライン整数列大辞典の数列 A239459)

## その他 273 に関連すること
- 西暦273年
- -273℃は絶対零度で、これ以下は存在しない（正確には-273.15℃）。
- 4分33秒の演奏時間は273秒（60×4 = 240+33 = 273）である。
- 年始から数えて273日目は9月30日。
- JR西日本273系電車